# بليسينغ أوبرودودو
بليسينغ أوبرودودو (مواليد 12 مارس 1989) هي لاعبة مصارعة حرة من نيجيريا.